# Ród Dohnów

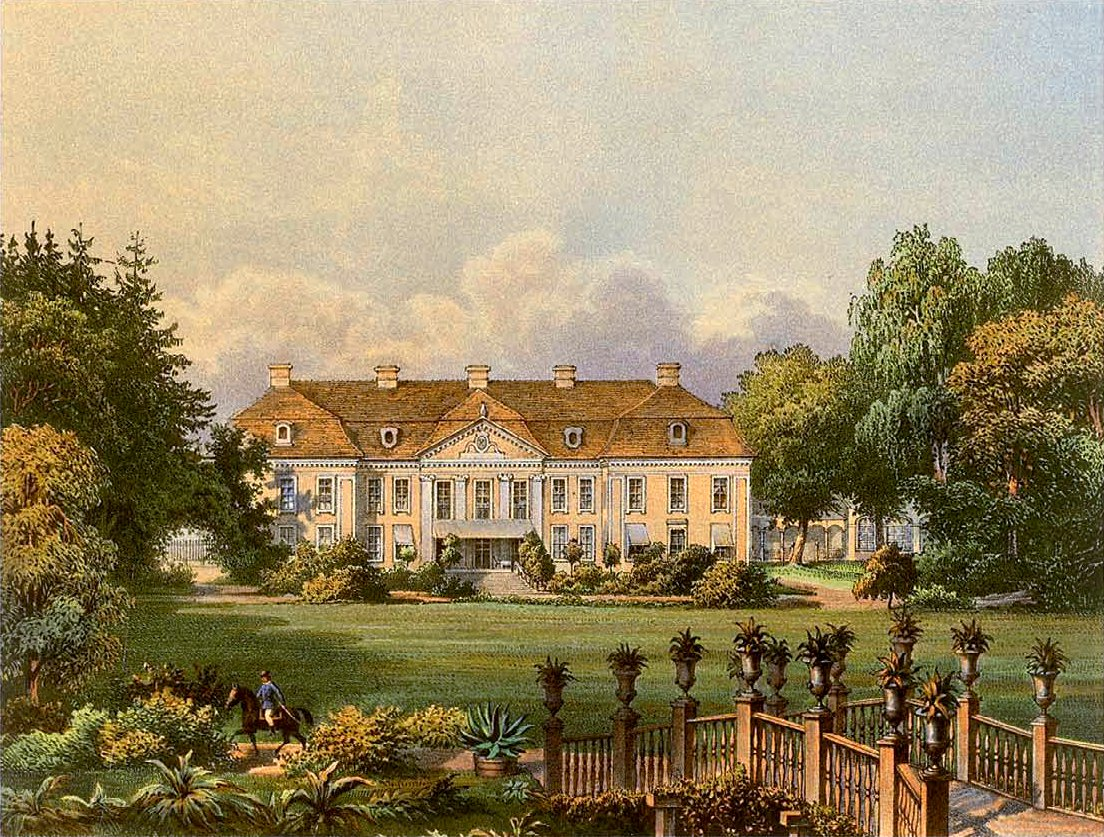
Pałac w Gładyszach

Ród Dohnów (niem: zu Dohna) – jeden najważniejszych arystokratycznych rodów niemieckich w Prusach.
Założycielem pruskiej linii rodu był krzyżacki najemnik Stanislaus (†1504/05), pochodzący z Górnej Saksonii, który brał udział w bitwie pod Chojnicami w 1454 r. podczas wojny trzynastoletniej (1454–1466). Zakon nie mogąc wypłacić mu żołdu, w ramach rekompensaty nadał Stanisławowi ziemie – wsie Lauck (dzisiejsze Ławki) i Reicherstwalde (Markowo). Pod koniec XV w. powiększył jeszcze swój majątek o dobra w Wilczętach (niem. Deutschendorf, Villa Teutonica) i w Karwinach (niem. Karwinden – 1469 r.). W 1525 r. syn Stanislausa – Peter von Dohna (1482–1553), otrzymał od Zakonu wieś Słobity (niem. Schlobbiten) z 20 łanami ziemi, które z czasem stały się główną siedzibą rodu. Peter ożenił się z córką wojewody pomorskiego Katarzyną Zehmen i miał z nią 8 synów i córkę. Po sekularyzacji zakonu Peter zu Dohna otrzymał tytuł książęcego starosty w Morągu i razem z okolicznymi dobrami otrzymał w dzierżawę na siedemdziesiąt lat zamek w Morągu. W 1527 r. Dohnowie otrzymali Stare Siedlisko z 80 łanami i Młynarską Wolę z 110 łanami. Tak więc już w XVI w. posiadłości rodziny wynosiły około 330 łanów (ponad 5500 ha).
Jego syn Achacy zbudował pierwszy dwór w Słobitach, natomiast pierwszy pałac tamże zbudował syn Achacego – Abraham. Po bezdzietnej śmierci Abrahama nastąpił pierwszy podział linii pruskiej na starszą linię z siedzibą w Słobitach, którą odziedziczył najstarszy brat Abrahama o imieniu Christoph i młodszą linię z siedzibą w Ławkach, którą odziedziczył młodszy brat Abrahma – Fabian. 
Na przestrzeni wieków ród powiększył swoje posiadanie o majętności w Bielicy, Gładyszach, Kamieńcu, Markowie, Karwinach, Karwitach, Kątach i Sasinach a także w Morągu i Prakwicach.
- Ryszard Wilhelm von Dohna (ur. 1843, zm. 1919), XI potomek Stanislausa, na polowaniach w Prakwicach gościł Karola Fryderyka Hohenzollerna (członka cesarskiej rodziny), a także cesarza Wilhelma II.
- Richard Dohna pełnił na cesarskim dworze funkcję Łowczego Dworu i Prowadzącego Sforę Królewskich Polowań. 1 stycznia 1900 r. Richard Wilhelm von Dohna został podniesiony przez cesarza do godności dziedzicznego księcia[3].

## Ważniejsi członkowie rodu
- Adelheid von Dohna († 1267) – pierwsza opatka klasztoru St. Marienthal;
- Adelheid von Dohna († 15. Juni 1342/52), z domu von Schönburg-Glauchau, żona von Otto (Heide);
- Ludwig Wilhelm zu Dohna-Lauck (1805–1895);
- Alexander Graf zu Dohna-Schlodien (1876–1944), polityk;
- Heinrich Graf zu Dohna-Schlobitten (1882–1944), ziemianin, skazany na śmierć za spiskowanie przeciw Hitlerowi;
- Nikolaus Graf zu Dohna-Schlodien (1879–1956), oficer marynarki;
- Adelheid zu Dohna-Poninska (1804–1878), architekt;
- Richard zu Dohna-Schlobitten (Richard Wilhelm Ludwig Fürst zu Dohna-Schlobitten; 1843–1916), polityk pruski;
- Alexander zu Dohna (1899–1997).

## Pruska linia rodowa Dohnów
- Stanislaus von Dohna (1433–1504)
  - Peter de Dohna (*1483)
    - Achatius de Dohna (1533–1619)
      - Fabien II de Dohna (1577–1631)
      - Achatius II de Dohna (1581–1647)
        - Frédéric de Dohna (1619–1688)
        - Fabien III de Dohna (1617–1668)

      - Christophe de Dohna (1583–1637)
        - Frédéric de Dohna (1621–1688)
          - Alexander zu Dohna-Schlobitten (1661–1728)
            - Alexandre Émile zu Dohna-Schlobitten (1704–1745)
              - Frédéric Alexander zu Dohna-Schlobitten, burgrabia i hrabia zu Dohna-Schlobitten (1741–1810)
                - Frédéric Ferdinand Alexander zu Dohna-Schlobitten, burgrabia i hrabia zu Dohna-Schlobitten (1771–1831)
                - Ludwig zu Dohna-Schlobitten (1776–1814)
                - Charles Frédéric Émile zu Dohna-Schlobitten (1784–1859)

          - Christophe I. de Dohna-Schlodien (1665–1733)
            - Christophe II zu Dohna-Schlodien (1702–1762)

        - Christophe Delphicus zu Dohna (1628–1668)

    - Fabien Ier de Dohna (1550–1622)